# تاتیانا تروینا
تاتیانا تروینا (انگلیسی: Tatyana Troina؛ زادهٔ ۳۰ ژوئن ۱۹۸۱) بازیکن بسکتبال زن اهل بلاروس بود.
وی در مسابقات کشوری و بین‌المللی در مجموع برندهٔ ۱ مدال برنز شده‌است.